# 内卡河畔劳芬
内卡河畔劳芬（德語：Lauffen am Neckar，發音：[ˌlaʊfn̩ ʔam ˈnɛkaʁ] ⓘ）是德国巴登-符腾堡州斯图加特行政区海尔布隆县的城市，面积22.63平方千米，2023年12月31日人口为11,863人。

## 友好城市
- 法國 贝尔纳堡（1974年）
- 德国 莫伊瑟尔维茨（1990年）